# 애리조나 핫샷스
| 애리조나 핫샷스 |                          |
| 컨퍼런스        | 서부 컨퍼런스            |
| 설립연도        | 2018년                   |
| 해체연도        | 2019년                   |
| 역사            | 애리조나 핫샷스 (2019년) |
| 경기장          | 선 데블 스타디움         |
| 연고지          | 애리조나주 템피          |
| 상징색          | 녹색, 오렌지, 노랑       |
| 단장            | 필 새비지                |
| 감독            | 릭 뉴헤이셀              |
| 리그 우승       |                          |
| 컨퍼런스 우승   |                          |

애리조나 핫샷스(Arizona Hotshots)는 미국 애리조나주 템피을 연고지로 하는 2019년 AAF 서부 컨퍼런스 소속되었던 미식축구 팀이다. 홈 경기장은 선 데블 스타디움이다.